# 유카탄노랑박쥐
유카탄노랑박쥐(Rhogeessa aeneus)는 애기박쥐과에 속하는 박쥐의 일종이다. 멕시코 유카탄반도에서 발견되며, 벨리즈와 과테말라에서도 서식하는 것으로 추정하고 있다. 작은 식충성 박쥐로 새벽과 어스름에 날아다니는 곤충(주로 모기)을 먹이로 잡는다.

## 특징
작은 박쥐로 몸통 길이가 37~43mm이고 전완장이 26~29mm, 발 길이가 4~6mm, 귀 길이가 11~14mm이다. 털이 짧다. 등 쪽 털은 갈색빛을 띠는 반면에 배 쪽은 황갈색-올리브색이다. 주둥이는 넓다. 귀는 비교적 짧고 삼각형 모양으로 끝이 둥글다. 핵형은 2n=32이다.

## 생태
먹이는 곤충이다. 5월에 새끼를 밴 암컷이 관찰된다.

## 분포 및 서식지
유카탄반도와 과테말라, 벨리즈 북부 지역에 널리 분포한다. 해발 최대 50m 이하의 준탈락성 숲과 건조림, 시골 지역에 서식한다.